# Andre Smith
Andre Jermaine Smith (* 21. Februar 1985 in St. Paul, Minnesota) ist ein US-amerikanischer Basketballspieler. Nach dem Studium in seinem Heimatland wechselte Smith als Profi 2007 nach Europa. Nach holprigem Karrierestart wusste er insbesondere in der Spielzeit 2011/12 zu überzeugen und wurde im Trikot des italienischen Erstligisten JuveCaserta Basket Topscorer der Lega Basket Serie A. Anschließend wechselte Smith ins russische Samara zum Verein Krasnye Krylja.

## Karriere
Smith begann sein Studium 2003 am North Dakota State College of Science in Wahpeton. An diesem Junior College spielte er für das Hochschulteam Wildcats in der National Junior College Athletic Association (NJCAA) und konnte zweimal die regionalen Meisterschaften der Division I dieser Liga gewinnen, 2005 qualifizierte man sich zudem für das landesweite Endturnier dieser Liga. Nach zwei Jahren wechselte er 2005 an die North Dakota State University in Fargo, wo er für die Bison in der NCAA Division I spielte. Diese Mannschaft war erst eine Spielzeit zuvor in die Division I aufgerückt und nahm zunächst „independent“ an Meisterschaftsspielen dieser Liga teil. Nach zwei Jahren wurde Smith schließlich Profi und wechselte zunächst nach Europa.
2007 bekam Smith einen „Try-out“-Vertrag beim deutschen Erstligisten TBB Trier. Da Smith Trainer Joe Whelton nicht zu überzeugen wusste, wurde dieser Probevertrag bereits vor Saisonbeginn wieder gelöst. Anschließend wechselte Smith in die Schweizer Basketball-Nationalliga, in der Trainer Whelton zuvor bereits gearbeitet hatte, zum Verein Hérens Basket aus Vex in der Nähe von Sitten im Kanton Wallis. Nach acht Spielen wechselte er 2008 in die japanische Superliga zum Verein Albirex aus Niigata. Für die Spielzeit 2008/09 kehrte Smith nach Europa zurück und spielte in der British Basketball League für die Everton Tigers aus Liverpool. Mit den Tigers gewann er zu Saisonbeginn den BBL Cup, verlor jedoch das Finalspiel um die Meisterschaft gegen die Newcastle Eagles, gegen die man auch schon im Halbfinale der BBL Trophy ausgeschieden war.
Für die folgende Spielzeit 2009/10 konnte sich Smith für einen Vertrag in der höherrangigen Türkiye Basketbol Ligi empfehlen. Mit dem Verein Pınar Karşıyaka aus Izmir erreichte er die Play-offs um die türkische Meisterschaft, in der man im Viertelfinale ausschied. In seiner zweiten Saison für diesen Verein wurde Smith bei den Durchschnittswerten drittbester Scorer sowie neuntbester Rebounder der Liga, was im durchschnittlich zweithöchsten Effektivitätswert aller Spieler resultierte. Anschließend bekam er für die Spielzeit 2011/12 einen Vertrag beim italienischen Erstligisten aus Caserta. In der auf 17 Mannschaften erweiterten Meisterschaft erreichte der Verein nur den vorletzten Tabellenplatz und konnte die Klasse nur wegen Rückzügen und Lizenzentzügen anderer Vereine halten. Smith hingegen konnte sich als Topscorer mit über 18 Punkten pro Spiel auszeichnen und gehörte zudem zu den besten fünf Reboundern dieser Spielzeit, was ihm den höchsten Effektivitätswert aller Spieler in dieser Spielzeit einbrachte.
Für die Spielzeit 2012/13 erhielt Smith einen Vertrag beim russischen Erstligisten Krasnye Krylja aus Samara. Nach nur zwei Spielen für diesen Verein musste er für mehrere Wochen verletzungsbedingt aussetzen. Am Ende der Spielzeit konnte er jedoch mit der Mannschaft die EuroChallenge 2012/13 gewinnen nach einem Sieg im Finale über seinen ehemaligen Verein und Gastgeber Pınar Karşıyaka.